# شهرستان هنکاک (ویرجینیای غربی)
شهرستان هنکاک، ویرجینیای غربی (به انگلیسی: Hancock County, West Virginia) یک شهرستان در ایالات متحده آمریکا است که در ویرجینیای غربی واقع شده‌است.

## خصوصیات
شهرستان هانکک ۲۲۷٫۹۲ کیلومترمربع مساحت دارد.